# Ludwig Meyer von Knonau (Dichter)
Johann Ludwig Meyer von Knonau (* 5. Juli 1705 in Weiningen; † 2. November 1785 ebenda) war ein Schweizer Dichter und Maler.

## Leben und Werk
Johann Ludwig Meyer von Knonau war der Sohn des Landvogts zu Regensberg Hans Ludwig Meyer von Knonau. Er verkehrte im Kreis von Johann Jakob Bodmer und Johann Jakob Breitinger. Zudem pflegte er Kontakt zu Christoph Martin Wieland.
Johann Ludwig Meyer von Knonau übersetzte die französischen Fabeln von Beat Ludwig von Muralt ins Deutsche. Zudem griffen Johann Gottfried Herder und Abraham Emanuel Fröhlich in ihren Fabeln auf Meyers Werk zurück.
Johann Ludwig Meyer ist insbesondere wegen seiner durch eigene Erlebnisse angeregten Fabeln Ein halbes Hundert neuer Fabeln (1744) in Erinnerung geblieben. Seine Fabeln sind kürzere Reimgedichte über die Eigenart der in seiner Umgebung vorgekommenen Haus- und Feldtiere, besonders der Vögel. Für das Buch Neue Fabeln von 1757 hatte er Zeichnungen angefertigt, von denen sein Schwiegersohn Daniel Düringer (1720–1786) 59 in Radierungen umsetzte. Von seinen naturgetreuen Gemälden ist wenig bekannt, da sich viele in Privatbesitz befinden.
Johann Ludwig Meyer von Knonau war mit Anna, geborene Hirzel (1718–1754), verheiratet. Sein Enkel war Ludwig Meyer von Knonau.
1941 erwarb das Landesmuseum Zürich 49 lavierte Federzeichnungen Meyers, auf denen Bauernhäuser und Scheunen aus dem Limmattal, Reppischtal und Furttal abgebildet sind.